# Amandi (Sober)
Amandi (llamada oficialmente Santa María de Amandi) es una parroquia y una aldea española del municipio de Sober, en la provincia de Lugo, Galicia.

## Límites
Limita con las parroquias de Doade al norte y oeste, Lobios y Pinol al oeste, y con el río Sil al sur, que separa a Amandi de las parroquias orensanas de Sacardebois, San Lourenzo de Barxacova, Cristosende y Lumeares.

## Historia
En el año 785 el obispo Odoario de Lugo fundó la villa de Amandi. Además fue una de las sesenta jurisdicciones en que estuvo dividido el antiguo Reino de Galicia.

## Organización territorial
La parroquia está formada por veinte entidades de población, constando quince de ellas en el nomenclátor del Instituto Nacional de Estadística español:

### Entidades de población
Entidades de población que forman parte de la parroquia:
- A Cal
- Albar
- Aldea de Arriba
- Amandi
- A Ribeira
- A Travesa
- Cantón
- Cortiñas (As Cortiñas)
- Forcadas (As Forcadas)
- Nogueira (A Nogueira)
- Pacio (O Pacio)
- Pozas (As Pozas)
- San Pedro
- Santa Localia
- San Tirso (Santo Tirso)
- Vigo
- Viloudriz

### Despoblados
Despoblados que forman parte de la parroquia:
- Lama (A Lama)
- Lameiro (O Lameiro)
- Moreiras (As Moreiras)

## Demografía

### Parroquia
| Gráfica de evolución demográfica de Amandi (parroquia) entre 2000 y 2021 |
|                                                                          |
| Datos según el nomenclátor publicado por el INE.                         |

### Aldea
| Gráfica de evolución demográfica de Amandi (aldea) entre 2000 y 2021 |
|                                                                      |
| Datos según el nomenclátor publicado por el INE.                     |

## Patrimonio
Es conocida por sus viñedos que dan nombre a los vinos producidos en ocho parroquias del sureste del municipio, pertenecientes a la Denominación de Origen Ribeira Sacra. 